# Парламентські вибори в Хорватії 2000
Парламентські вибори в Хорватії 2000 були проведені 3 січня 2000 року. Це були перші вибори, які пройшли після закінчення всього терміну повноважень попереднього парламенту.
Урядова Хорватська демократична співдружність підійшла до виборів ослаблена кризою у Загребі, вуличними протестами і серією корупційних скандалів, які спливли в попередній парламентський термін. Однак найважливішим фактором стало погіршення здоров'я лідера партії і президента Хорватії Франьо Туджмана , що викликало боротьбу за спадкоємність між різними угрупованнями всередині партії.
З іншого боку, дві провідні опозиційні хорватські партії — Соціал-демократична партія Хорватії і Хорватська соціал-ліберальна партія — утворили коаліцію, офіційно узгоджену в 1998 році і більше року готувалися до виборів.
Виборче законодавство було змінено в спробі поліпшити шанси правлячої партії, що включало нову системи голосування і округи. Мажоритарні округи введені на попередніх виборах були повністю скасовані, а замість них була реалізована система пропорційного представництва (за винятком одного місця для представників етнічних меншини). Хорватія була розділена на десять виборчих округів, утворених таким чином, щоб максимізувати підтримку ХДС. У кожному районі мали обрати 14 членів парламенту, які розподілялися пропорційно між списками кандидатів, які отримали понад 5% голосів.
Через хворобу і смерть Туджмана, фактична дата виборів неодноразово відкладалася з причин конституційного характеру.

## Результати виборів
Коаліція SDP-HSLS, разом з блоком з чотирьох інших партій, виграла дві третини голосів, що дозволило їм змінити Конституцію і перетворити республіку від напів-президентської до парламентської. Через кілька тижнів Івіца Рачан став новим прем'єр-міністр Хорватії.
Остаточні результати виборів 3 січня 2000 до парламенту Хорватії (Hrvatski sabor)
| Партії і коаліції                                                                                | Партії і коаліції                                                                    | Голоси    | %     | Місця | %      | зміна | +/–   |
| ------------------------------------------------------------------------------------------------ | ------------------------------------------------------------------------------------ | --------- | ----- | ----- | ------ | ----- | ----- |
| Коаліція:                                                                                        |                                                                                      | 1 138 318 | 38,70 |       |        |       |       |
| Коаліція:                                                                                        | Соціал-демократична партія (Socijaldemokratska partija Hrvatske)                     |           |       | 43    | 28,48  | ▲     | +20,7 |
| Коаліція:                                                                                        | Хорватська соціал-ліберальна партія (Hrvatska socijalno liberalna stranka)           |           |       | 25    | 16,56  | ▲     | +7,11 |
| Коаліція:                                                                                        | Приморсько-Ґоранський альянс (Primorsko goranski savez)                              |           |       | 2     | 1,32   | ▲     | +0,54 |
| Коаліція:                                                                                        | Славонсько-Бараньська хорватська партія (Slavonsko-baranjska hrvatska stranka)       |           |       | 1     | 0,66   | ▬     | -0.12 |
| Хорватська демократична співдружність (Hrvatska demokratska zajednica)                           | Хорватська демократична співдружність (Hrvatska demokratska zajednica)               | 790 728   | 26,88 | 46    | 30,46  | ▼     | -28,6 |
| Коаліція:                                                                                        |                                                                                      | 432 527   | 14,70 |       |        |       |       |
| Коаліція:                                                                                        | Хорватська селянська партія (Hrvatska seljačka stranka)                              |           |       | 17    | 11,26  | ▲     | +3,39 |
| Коаліція:                                                                                        | Демократична асамблея Істрії (Istarski demokratski sabor/Dieta democratica Istriana) |           |       | 4     | 2.65   | ▲     | +0.31 |
| Коаліція:                                                                                        | Хорватська народна партія (Hrvatska narodna stranka)                                 |           |       | 2     | 1.32   | ▬     | -0.24 |
| Коаліція:                                                                                        | Ліберальна партія (Liberalna stranka)                                                |           |       | 2     | 1.32   | ▲     | +1.32 |
| Коаліція:                                                                                        | Соціал-демократична дія Хорватії (Akcija socijaldemokrata Hrvatske)                  |           |       | 0     | 0,00   | ▼     | -0,78 |
| Коаліція:                                                                                        |                                                                                      | 152 699   | 5,19  |       |        |       |       |
| Коаліція:                                                                                        | Хорватська партія права (Hrvatska stranka prava)                                     |           |       | 4     | 2,65   | ▬     | -0,50 |
| Коаліція:                                                                                        | Хорватський християнсько-демократичний союз (Hrvatska kršćanska demokratska unija)   |           |       | 1     | 0,66   | ▲     | +0,66 |
| Сербська народна партія (Srpska narodna stranka)                                                 | Сербська народна партія (Srpska narodna stranka)                                     | 12 396    | 47,72 | 1     | 0,66   | ▲     | +0,66 |
| Безпартійні                                                                                      | Безпартійні                                                                          |           |       | 3     | 1,99   |       |       |
| Всього                                                                                           | Всього                                                                               | 2,941,306 | 70.5% | 151   | 100.00 |       |       |
| Недійсних бюлетенів                                                                              | Недійсних бюлетенів                                                                  | 50 340    |       |       |        |       |       |
| Проголосували                                                                                    | Проголосували                                                                        | 2 991 646 |       |       |        |       |       |
| Зареєстровані виборці                                                                            | Зареєстровані виборці                                                                | 4 244 578 |       |       |        |       |       |
| Source: www.hidra.hr, Adam Carr's Election Archive [Архівовано 4 червня 2011 у Wayback Machine.] |                                                                                      |           |       |       |        |       |       |